# Terra di Bari
Terra di Bari és una indicació geogràfica italiana amb denominació d'origen protegida per als olis d'oliva verges extra que reuneixin les característiques definides en el seu reglament i compleixin amb tots els requisits que s'hi exigeixen.
La zona de producció dels olis d'oliva emparats per la Denominació d'Origen Terra di Bari està constituïda per terrenys situats a la província de Bari. La DOP Terra di Bari pot venir acompanyada de tres mencions geogràfiques addicionals:
- Castel del Monte: obtingut per almenys un 80% de la varietat Coratina.
- Bitonto: obtingut per almenys un 80% de les varietats Cima di Bitonto i Coratina.
- Murgia dei Trulli e delle Grotte: obtingut per almenys un 50% de la varietat Cima di Mola.